# Termometro a orientazione nucleare
Un termometro ad orientazione nucleare è un termometro primario che misura la temperatura sfruttando la distribuzione angolare della direzione di emissione dei fotoni nel decadimento gamma di alcuni isotopi (di solito sono usati Co-60 e Mn-40) che dipende dalla temperatura. Infatti la direzione di emissione dei fotoni non è isotropa e allineando i nuclei si ottiene una distribuzione che ha i massimi a 90 gradi rispetto allo spin nucleare. Il suo range di funzionamento va da circa 1 mK a 50 mK.